# Вільям Гоґарт
Вільям Гоґарт (англ. William Hogarth, 10 листопада 1697, Лондон — 26 жовтня 1764) — британський художник, карикатурист, ілюстратор та графік доби англійського рококо та просвітництва.

## Життєпис

### Ранні роки
Батько майбутнього художника, Річард Гоґарт, був сільським вчителем латини, вихідцем з Вестморленду, а його мати носила ім'я Анни Гіббонс. Через нестатки сім'я переїхала до Лондона, де Річард працював типографським коректором. Тут і народився Вільям Гоґарт. Він був першою дитиною подружжя.
Вільям ще з раннього дитинства виявив неабиякий хист до малювання, був вельми спостережливий і мав чудову пам'ять на деталі. У початковій школі навчався неохоче, здебільшого гаючи час за малюванням. У дитинстві Вільям був вимушений продавати приготовані матір'ю народні засоби лікування, оскільки батькова ідея заснування кав'ярні, де відвідувачі мали спілкуватися виключно латиною, зазнала повного краху, а сам батько на п'ять років потрапив до сумнозвісної лондонської боргової в'язниці «Флітська тюрма». Тож звернутися до навчання Гоґарт зміг значно пізніше за однолітків.

### Освіта й рання творчість
1713 року Гоґарт, не закінчивши початкової школи, став учнем гравера на сріблі Елліса Ґембла, де здобув навички гравіювання, роботи з металом та познайомився зі стилем рококо. 1718 року помер батько Вільяма й він, як старший, був змушений утримувати свою матір та двох сестер, беручись за дрібні замовлення. Він виготовляв комерційні візитівки, невеликі герби та інші дрібні вироби. Така робота не приносила Гоґарті задоволення, він був про неї невисокої думки, оскільки відчував потяг до справжнього мистецтва. Насамперед його цікавила графіка. Тож невдовзі Вільям почав брати уроки живопису в одній з лондонських приватних художніх академій, що її заснували Луїс Черон та Джон Вандербанк. Він також багато займався самоосвітою.
1720 року Гоґарт відкриває власну невеличку майстерню гравера. Його першими самостійними роботами були графічні сатири про крах акцій фірми Південних морів (The South Sea Scheme, бл. 1721), сатири на маскаради та оперні вистави (Masquerades and Operas, 1724) та на театральне життя Лондона (A Just View of the British Stage, 1724).
Гоґарт закинув академію, а з 1724 року став відвідувати школу живопису й малюнка, засновану в домі придворного художника Джеймса Торнхілла, відомого своїми розписами в лондонському соборі святого Павла. У 1720—1730 роках молодий гравер опановує мистецтво книжкової ілюстрації. 1726 року він ілюструє відому антипуританську пригодницьку поему «Хадибрас» Самуеля Батлера. Перший живописний твір Гоґарта з'явився 1728 року, це було полотно на сюжет популярної тоді п'єси Джона Гея «Опера жебрака».

### Сміливий шлюб і «родинний» живопис

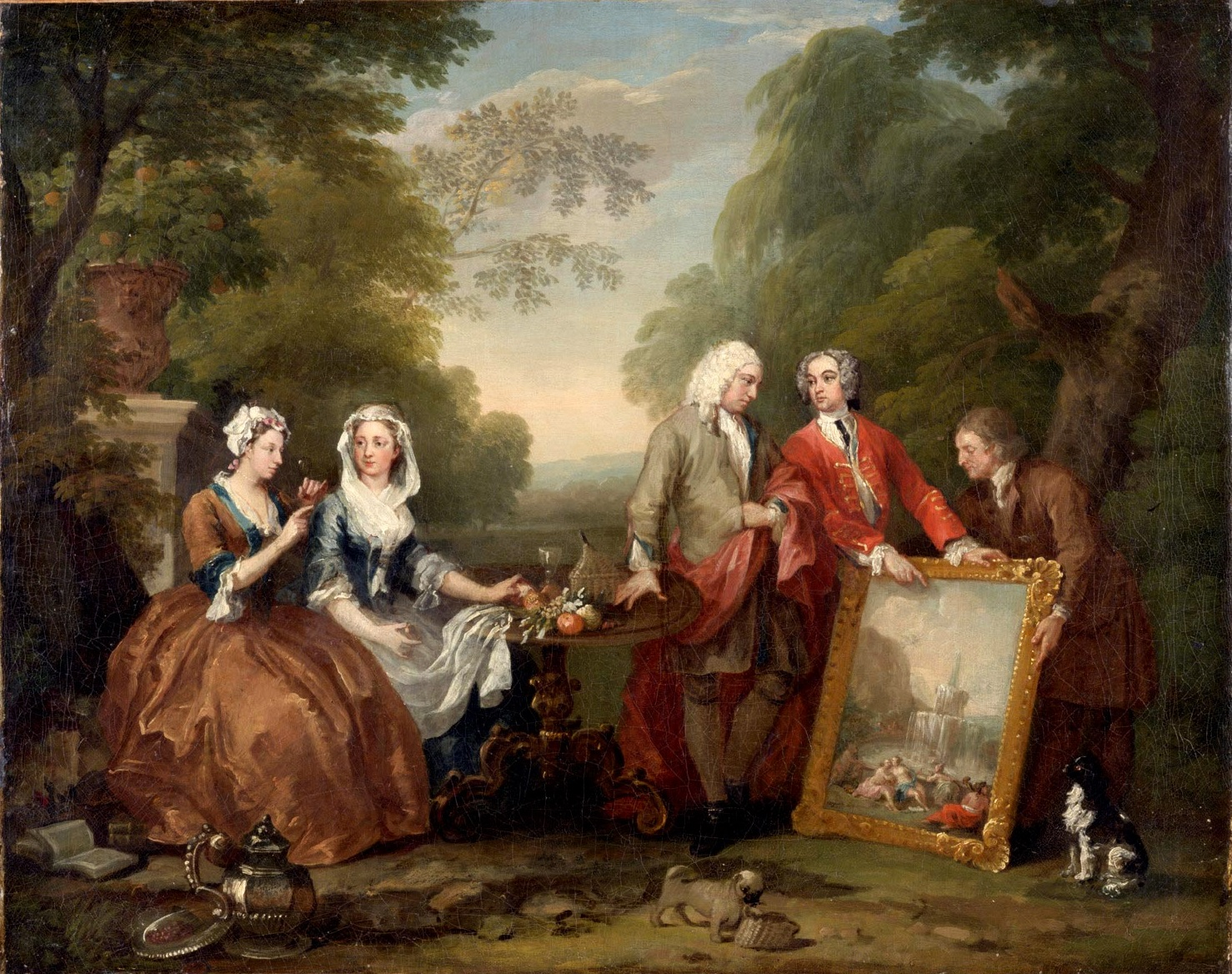
«Родина Фаунтейн»,1730-32, Музей мистецтв Філадельфії

У домі Джеймса Торнгілла Гоґарт закохався у дочку художника Джейн. Не сподіваючись на згоду батьків на шлюб, Гоґарт вирішив викрасти дівчину й 25 березня 1729 року таємно одружився з нею в Педдінгтонській церкві. Примиритися зі своїм тестем Гоґартові вдалося лише після того, коли він досяг матеріального добробуту і визнання як художник.
Згадуючи цю подію пізніше, Гоґарт швидко міняв тему й переходив до живопису: «Потім я одружився й взявся малювати невеликі салонні картинки від 12 до 15 дюймів заввишки. Оскільки воні були новинкою, то мали успіх впродовж кількох років і добре продавалися».
У кінці 1720-их років Гоґарт написав низку групових портретів англійських родин, це так звані «розмовні полотна» (conversation pieces). До них належать «Музична вечірка» (A Musical Party, 1730, Музей Фрицвільяма, Кембридж), «Асамблея в домі Ванстед» (The Assembly at Wanstead House, 1729-31, Музей мистецтв Філадельфії), «Родина Волластон» (The Wollaston Family, 1730, приватна колекція) або «Родина Фаунтейн» (The Fountaine Family, 1730-32, Музей мистецтв Філадельфії).

### Серія «Історія повії»

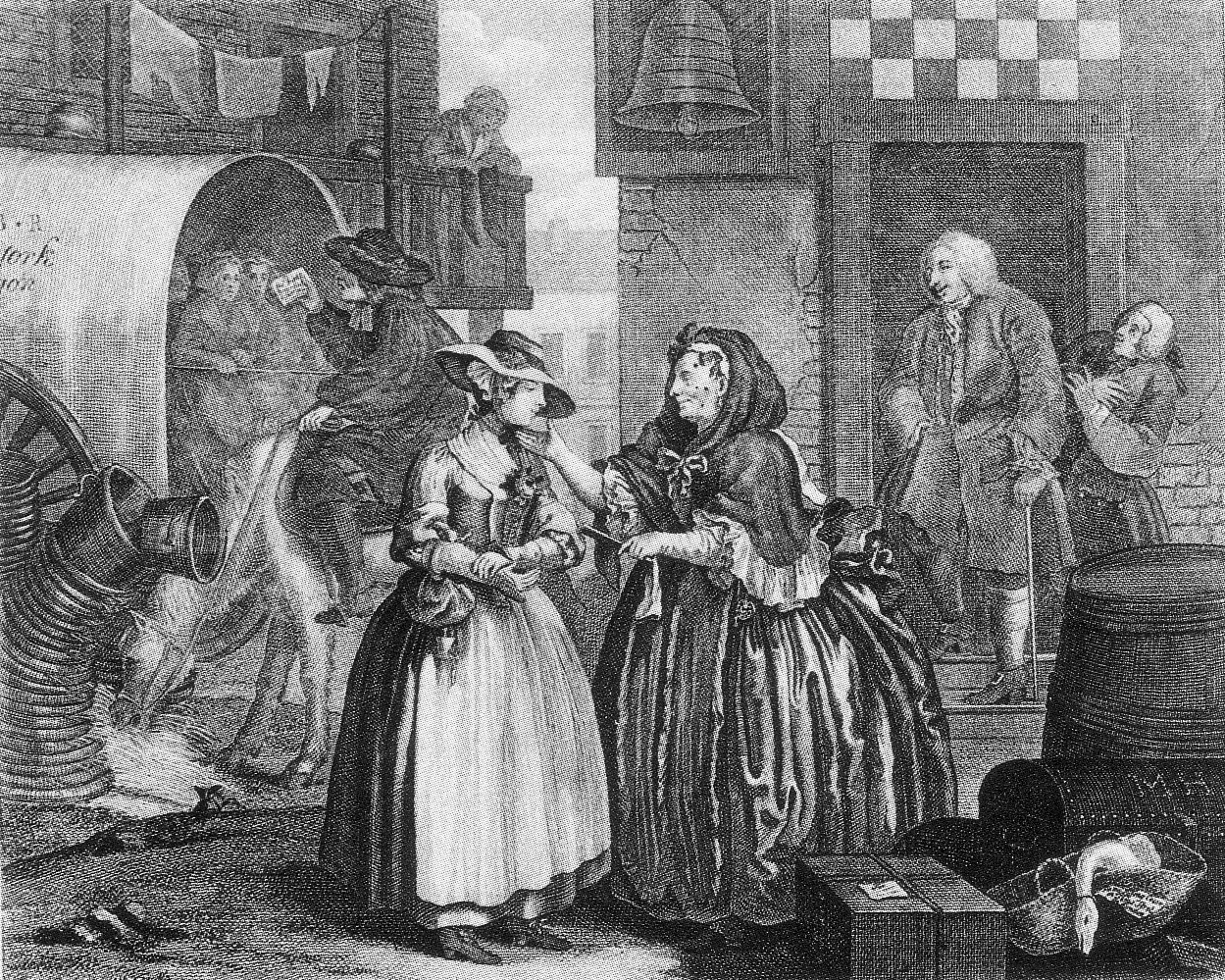
Вільям Гоґарт, «Залучення новенької в бордель», серія «Історія повії».

Гоґарт добре знав про злидні, адже походив з небагатої родини городян. Кепсько доводилось йому і в молоді роки, коли помер батько (невдаха-автор, невдаха-літератор, що створював нові підручники). Гоґарт мужніє, береться за різні сюжети і, як справжній митець доби рококо, лякається страшної правди реальності. Тому власну творчість ретельно контролює, використовує самоцензуру, в картинах залишає кумедність чи анекдотичність ситуацій, притаманних тогочасному театрові. Молодий Гоґарт в картинах ще старанно не помчав цей бенкет серед чуми — зі штучно прихованими проблемами суспільства приватних власників, з туберкульозом, сифілісом, щоденним насиллям і бідністю, смертю. Але він таки зазирнув в безодню суспільних проблем і звернувся до серій «Історія повії», «Історія марнотрата», де дав власну інтерпретацію побачених негараздів. Проблема цих негараздів слабко відбилась і в трагікомічній картині «Жебракуючий поет».
Ще в березні 1731 року художник сповістив майбутніх замовників про створення серії гравюр «Історія повії». Вона планувалась в двох варіантах: олійними фарбами для багатих шанувальників мистецтв та в гравюрах для замовників із середніми прибутками. Поштовхом до створення серії слугував життєпис молодої провінційної дівчини, долю якої сплюндрував і кінець-кінцем загубив жорстокий світ лондонців. Але всі події подано з позицій релігійної моралі й добропорядності, виправданого покарання за розпусту. В серії також важко знайти натяки на співчуття до жертви чи аналіз трагічних ситуацій, коли для молодих дівчат практично нема (або обмаль) добропорядних перспектив для кар'єри, для здобуття освіти чи матеріального успіху моральним шляхом. У серії залишається на позиціях стороннього спостерігача, як і більшість замовників його творів.
«Історія повії» розпочата художником з третьої картини, під час зображення повії в її закутку на вулиці Друрі-Лейн. Відомо що тоді художник і вирішив створити серію, в котрій запланував подати початок самої історії, розвиток її подій і трагічний кінець (у віці 23 роки дівчина-повія померла від венеричної хвороби).

### Серія «Історія марнотрата»
«Історія марнотрата» — друга за часом сатирична серія Гоґарта. Як і попередня «Історія повії», вона створена в двох варіантах — олійними фарбами та в гравюрах. Саме за гравюрами, що мали успіх, про серію і судитиме більшість лондонців. Цього разу художник розповів про долю молодого і невихованого нащадка батьківських капіталів. Досить точно ідентифікувати сюжети і головних персонажів допомагають незграбні вірші Джона Говдлі, приятеля Гоґарта, бо вірші тоді сприяли успіхові серії. Гоґарт навіть спромігся залучити до створення гравюр новоприбулого француза Луї Скотена. Але той встиг виконати лише одну гравюру і майстри розлучились.
Головний персонаж серії — Том Рейкуелл, син жадібного батька, котрий щойно помер. Молодий Томас відразу кинувся у привабливий світ насолод за гроші. Несподівано отримані гроші кардинально міняють його поведінку. Він безжально розлучається з коханкою періоду його незаможності, кидаючи ту вагітною. Доля їх майбутньої дитини його ніяк не цікавить, адже він поспішав лише егоїстично насолоджуватись. Картина «Його леве» (також, «Серед митців і вчених») добре змальовує химеричну атмосферу його побуту, спрямованого на відповідність тогочасним суспільним стандартам. Він поспіхом вчиться галантно танцювати, знати музику, фехтувати, ні у що не занурюючись глибоко. Як багата особа, він замовляє коштовності, некритично наближає до себе маловідомих вчителів, шахраїв, що клянуться бути друзями до могили, а щезнуть відразу, як у нього скінчаться гроші. Апогеєм історії марнотрата стануть сцена гріховного, розбещеного бенкету і матеріальна скрута збіднілого Томаса, що робить спробу виправити справи шлюбом з багатою горбатою жінкою. Він таки програє всі гроші. Гоґарт закінчує історію марнотрата покаранням за гріхи. У останній картині серії глядач бачить божевільного Томаса в сумнозвісній лікарні Лондона — Бедлам. Про успіх серії «Історія марнотрата» свідчить і лист абата Ле Блана, що відвідав Лондон в 1730-ті роки : 
| Я не бачив скільки-небудь добропорядного помешкання, де б не було цих повчальних гравюр... |
Про популярність серії гравюр і її матеріальний успіх свідчили і піратські копії, що з'явились в Лондоні попри введення судових переслідувань за порушення авторської монополії, авторського права. В результаті боротьби з піратством парламентом Великої Британії було запроваджено Акт Гоґарта 1735 р.

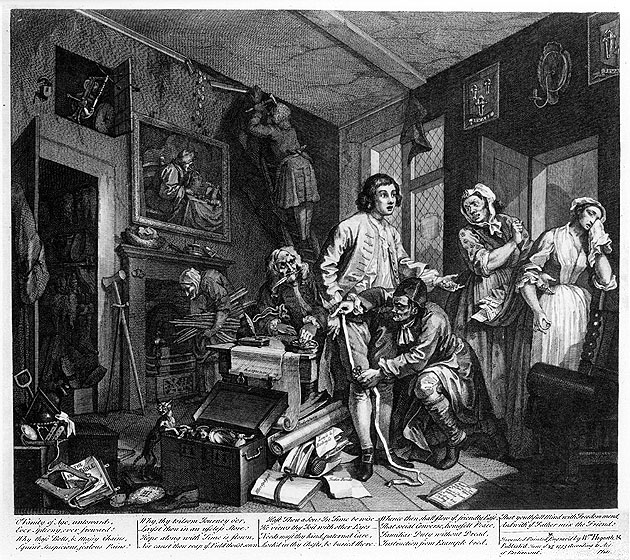
«Молодий спадкоємець дістає майно багатого скнари», гравюра 1
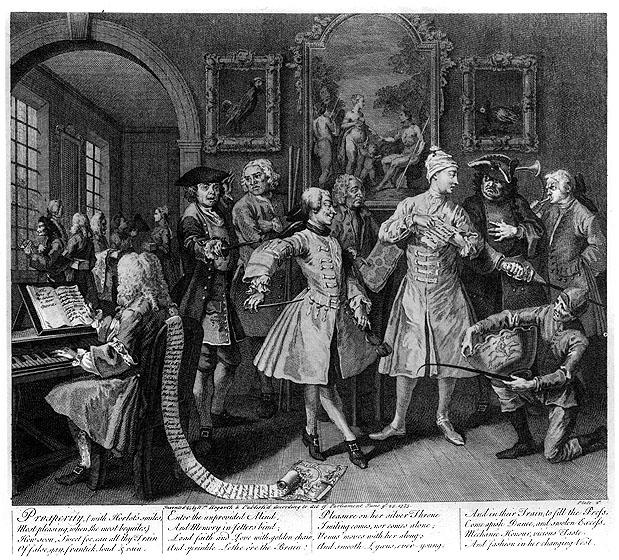
«Серед митців і вчених», гравюра 2
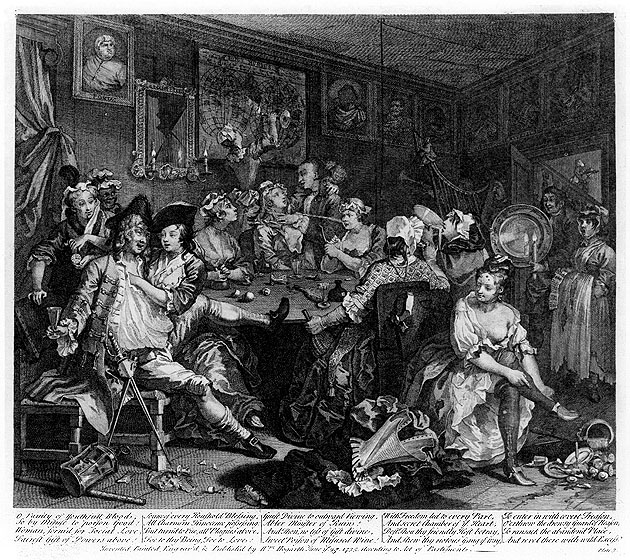
«Сцена в таверні», гравюра 3
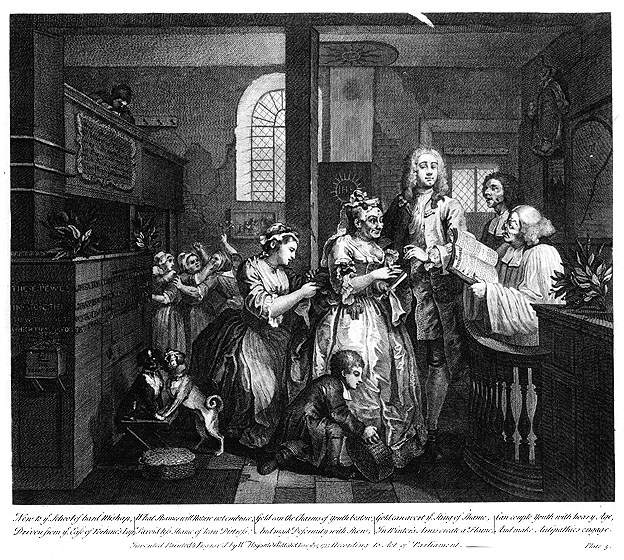
«Одруження зі старою дівою», гравюра 5
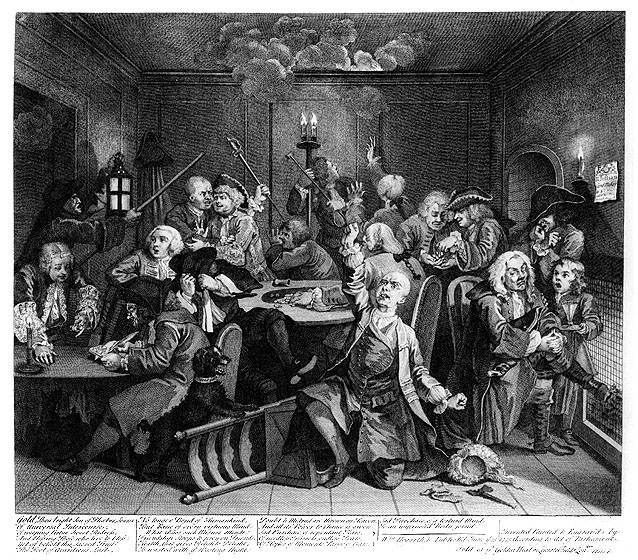
«Сцена в ігровому будинку», гравюра 6
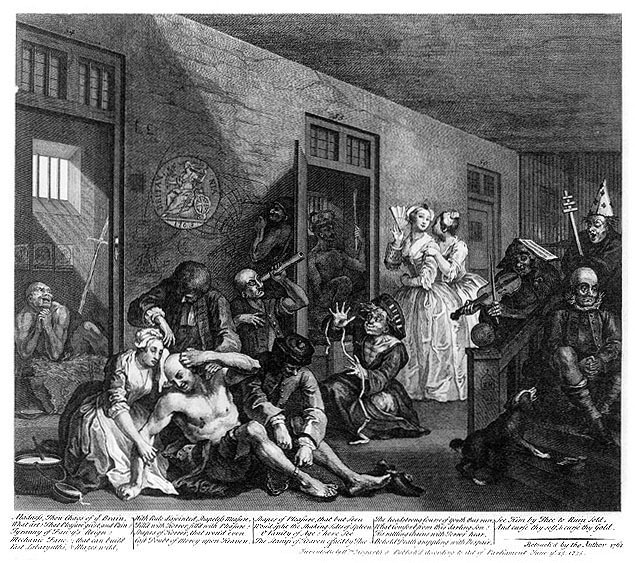
«У божевільні», гравюра 8

### Живопис високого стилю і поразка Гоґарта
1734 року помер сер Джеймс Торнхілл. Спадкоємцем його місця в мистецтві тогочасної Британії, місця художника-монументаліста і творця картин релігійно-міфологічної тематики зажадав стати Гоґарт. Водночас він домігся стати одним з патронів шпиталю Св. Вартоломея. Але доля якось обходила Гоґарта, бо той не посів ніякої офіційної посади. А посаду Джеймса Торнгілла (надвірний художник) передали синові останнього — Джону Торнгіллу, художнє обдарування якого було незначним.

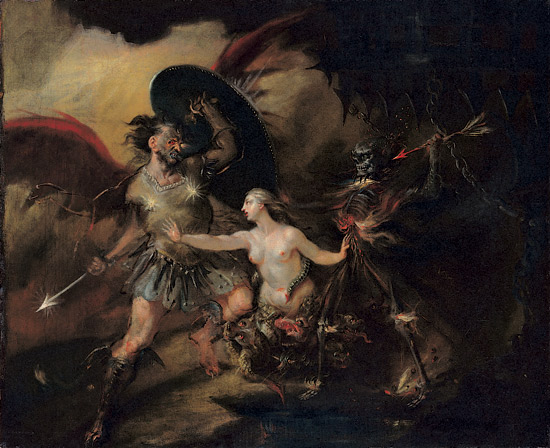
Алегорія «Сатана, Гріх і Смерть». Галерея Тейт.

Спробою довести оточенню, що саме він, Гоґарт, є справжнім нащадком художника-монументаліста, стануть картини, що за тематикою наслідували Торнгілла. Серед них — «Диво Христа в Силоамській купелі». Аби закріпити позицію, він пише також — « Милосердний самарянин». Гоґарт, що важко заробляв кожен фунт, безоплатно передає обидва образи шпиталю Св. Вартоломея, попіклувавшись, щоби про це сповістили лондонські газети. Адже шпиталь 12 століття щойно розширив і перебудував архітектор Джеймс Гіббс. І заклад став центром світської благодійності. Гоґарт приміряв на себе шати дворянина і стереотипи дворянської поведінки — як вискочень.
Але успіху ці композиції не мали, а витрачені час та сили Гоґарта-художника бажаних дивідендів не принесли. Гоґарт узявся за жанр, що повільно помирав не тільки в Англії, а навіть на континенті. Ще менше шансів на життя і розвиток мав релігійно-міфологічний живопис в протестантській Англії, яка давно відокремилась від католицизму італійського зразка з його культом краси людського тіла, містицизмом і фанатизмом чернечих орденів. Але Гоґарт все ще доводитиме свою спроможність позмагатися з італійськими майстрами релігійного та міфологічного живопису, а тому напише еклектичні та маловдалі «Мойсея-дитину перед донькою фараона», «Вознесіння Христа», «Янгола милосердя», алегорію «Сатана, Гріх і Смерть», а в останній звернеться взагалі до стилістики чудернацького маньєризму. Дослідники або поспіхом згадують ці твори митця, або просто їх ігнорують. Гоґарт женеться за химеричною метою, витрачає останні сили — на неуспіх, на творче безглуздя. Бо створить лише стереотипні картини, що відповідали загальним схемам і розповсюдженим стандартам, до того ж не найкращим. Можливо, в жодних творах обмеженість художнього обдарування Гоґарта не виявилась так повно і так жорстоко для його авторитету.

## Благодійність і добропорядність
Серед прихильників ініціативи Томаса Корема по створенню Прихистку для позашлюбних дітей в Лондоні був і художник Вільям Гоґарт. Митець стояв на позиціях зміцнення добропорядності й покращення морального стану в суспільстві. Він критикував пияцтво та розпусту, сам підтримував благодійність і ретельно шукав у реальності втілення такої ж моралі. Одне втілення художник і знайшов в особі старого капітана Корема — «Капітан Корем благодійник».
Без сумніву, що до добропорядних осіб зі свого оточення художник відносив і власну матір. Та пережила невдаху-чоловіка і смерть трьох синів ще малими. Зоставшись на самоті, діяльно підтримувала двох сестер художника та його самого, бо на той час він лише почав заробляти на життя. Гоґарт безжально фіксує в портреті матері і її велич, і ознаки старості, і втому від злиденного життя і перенесених страждань.

### «Модний шлюб»
Шлюб за розрахунком, шлюб заради грошей і збагачення — ніяка не новина ні в англійському суспільстві, ні навіть у творчості самого Гоґарта. Він вже торкався цієї теми в картині і гравюрі «Шлюб з горбатою жінкою заради багатого приданого» в серії «Історія марнотрата». Ганебні якості цього типу шлюбу, його трагічні наслідки і стануть головною темою нової серії. Оголошення в газеті «London Deily Post and General Advertiser» від 2 квітня 1743 року сповіщало : 
| Містер Гоґарт планує оприлюднити для підписки шість гравюр з мідяних стулок, гравірованих найкращими паризькими майстрами... Особливу увагу звернуто на те, щоби ані благопристойність, ані техніка виконання творів не викликали якихось звинувачень, як і на те, щоби жоден з персонажів не мав портретної схожості з реальними, конкретними особами... |
Восени 1744 року Гоґарт завершив створення невеликих картин повчального характеру і гравюр з них. Адже сам переконався, що міфологічні картини високого стилю чи навіть портрети не приносять ні задоволення, ні бажаного авторитету. Картини ж повчального характеру були чимось незвичним і здатним зацікавити болото англійського суспільства. Так виникла серія картин і гравюр «Модний шлюб». Гоґарт таки відвідає Париж, аби залучити до праці майстрів Франції. Гравюри з його картин створять Равне, Скотен та Барон. Замовники отримають всі шість гравюр 1745 року.
Прологом для серії стала вже перша сцена «Шлюбний контракт». Майбутній шлюб обговорюють батьки і юристи. Молодята практично вперше бачать один одного, адже притягнуті до зали силоміць і не відчувають одне до одного навіть краплі зацікавленості. Молодик виглядає справжнім пройдисвітом, незважаючи на виховання в палаці і давність роду, яку так старанно доводить нотаріусу старосвітський джентльмен-батько з генеалогічною грамотою. Щоб спростувати звинувачення в сатирі на конкретних осіб з привілейованого стану, Гоґарт сховав власних персонажів за умовними іменами: батько-граф Скоундерфілд (майже «негідник» у перекладі), юрист Сілвертанґ («красномовець» або «брехун», букв. «срібний язик») тощо.
Сюжет такий: старше покоління в особах батьків молодят, саме обтяжене гріхами, укладає різкий мезальянс. Молодий та інфантильний граф отримає наречену з багатим посагом, а вона — бажаний високий титул. Цей шлюб не веде ні до чого доброго, бо молодий витрачає час на коханок, ігноруючи і не кохану дружину, і всі домашні справи. Шокований управитель з жмутом неоплачених рахунків — лише зайве підтвердження хаосу в новій родині. Молода графиня влаштовує власне життя і наближає до себе юриста Сілвертанґа. Чоловік дізнається про коханця, викликає його на дуель, що закінчується смертю невдахи-чоловіка, вже хворого на венеричне захворювання (в одній з попередніх картин серії він відвідує лікаря). Кінець історії — трагічний. Юриста карають через повішення, бо він, представник третього стану, насмілився убити аристократа. А новоспечена графиня померла з горя. В новій серії Гоґарта відразу декілька головних персонажів, кожний з яких і створює загрозливі обставини, і водночас борсається в них через безхарактерність і жорсткість власних вчинків. Стає зрозумілим, що ні високі титули, ні значні кошти, ні втручання юриспруденції не гарантували персонажам ні приязні, ні міці шлюбу за розрахунком, ні оптимістичного майбутнього.
Багата низка красномовних деталей не менш цікава за сюжет: живопис на стінах зали, розкидані речі на підлозі після нічних бенкетів, будуар графині з перукарем, абатом, що пояснює молодиці вівтарний сюжет і кастрат, що розважає товариство дивним італійським співом. Подробиці картин і гравюр серії живуть якимось власним, активним життям, доповнюючи і підкреслюючи хід трагічних подій.

## Нетипова дівчина з креветками

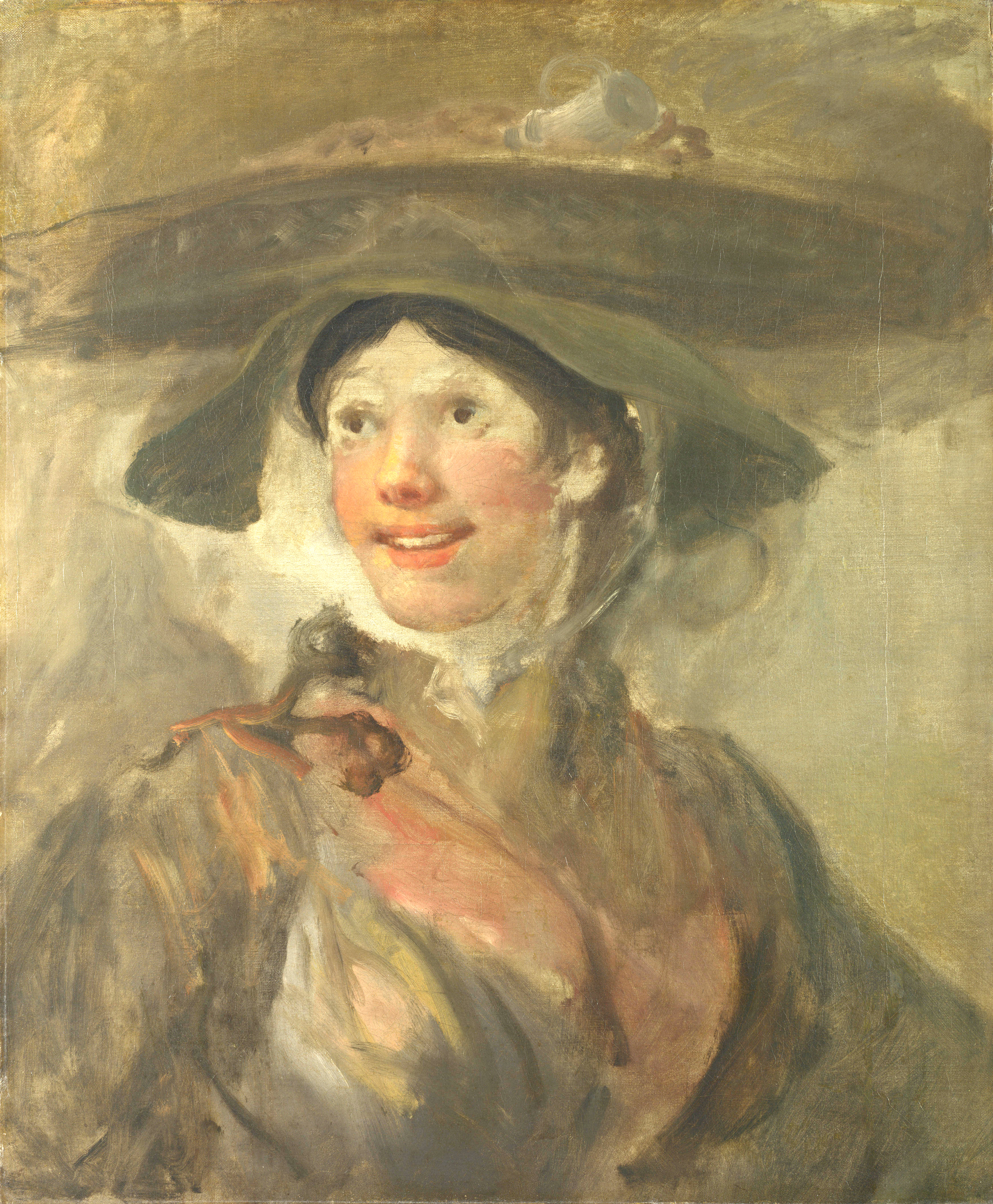
«Дівчина з креветками»

На початку 20 століття в історію мистецтва була введена «Дівчина з креветками». Ймовірно, вона побачена на вулиці і зачепила художника повнотою життєвих сил, бадьорістю і оптимізмом, здоровими якостями, які не часто зустрічав Гоґарт в житті. Можливо, він малював за пам'яттю або навіть на вулиці, стрімко, як тоді це робили. Він зробив все, аби зафіксувати рідкісне враження, так не схоже на його сатиричні серії «Історія повії», «Історія марнотрата» чи гравюри «Провулок джина», здатні злякати кого завгодно і надовго отруїти смак до життя.

## Смерть і увічнення пам'яті
На його честь названо астероїд.

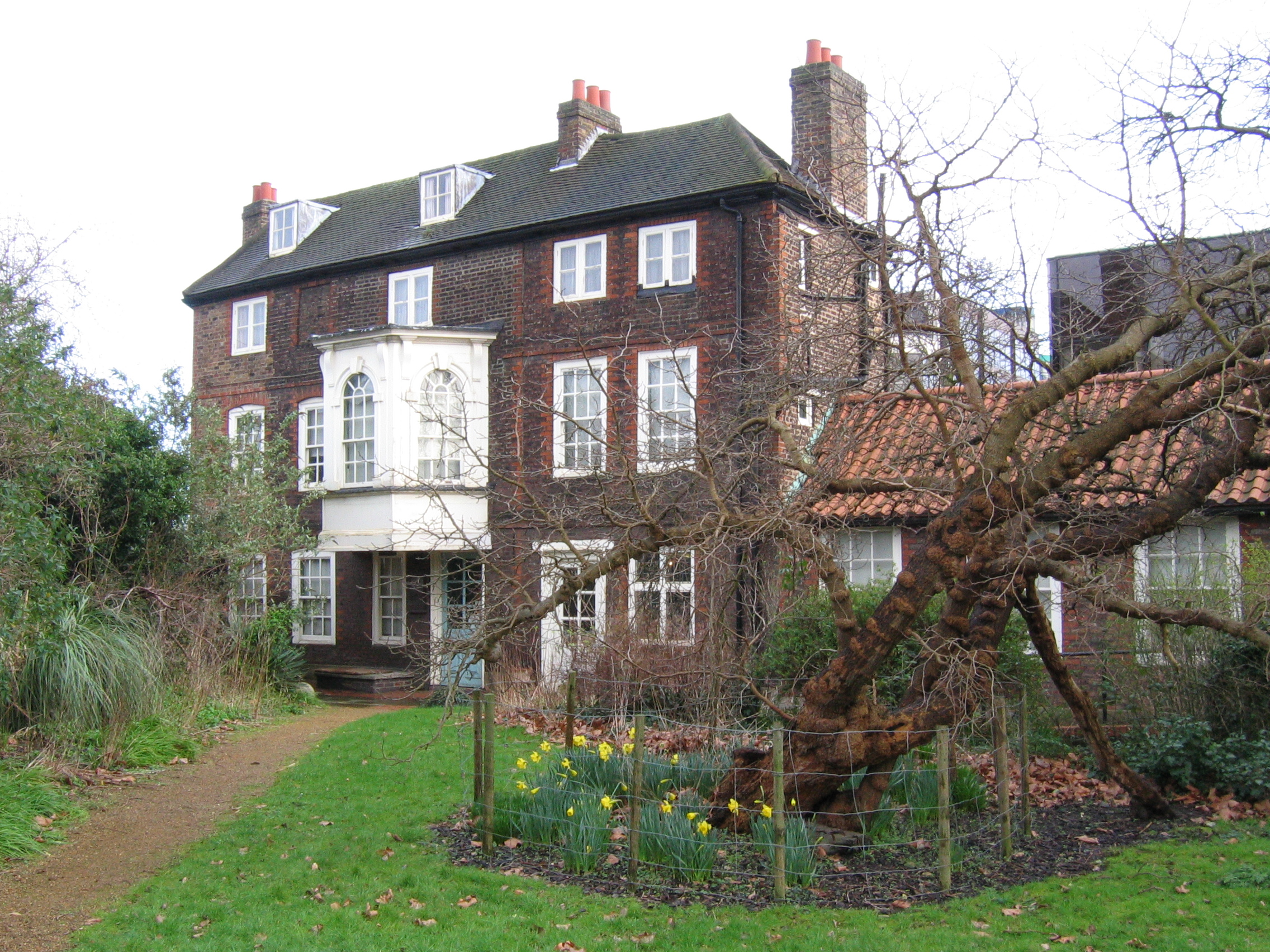
Музей Вільяма Гоґарта.
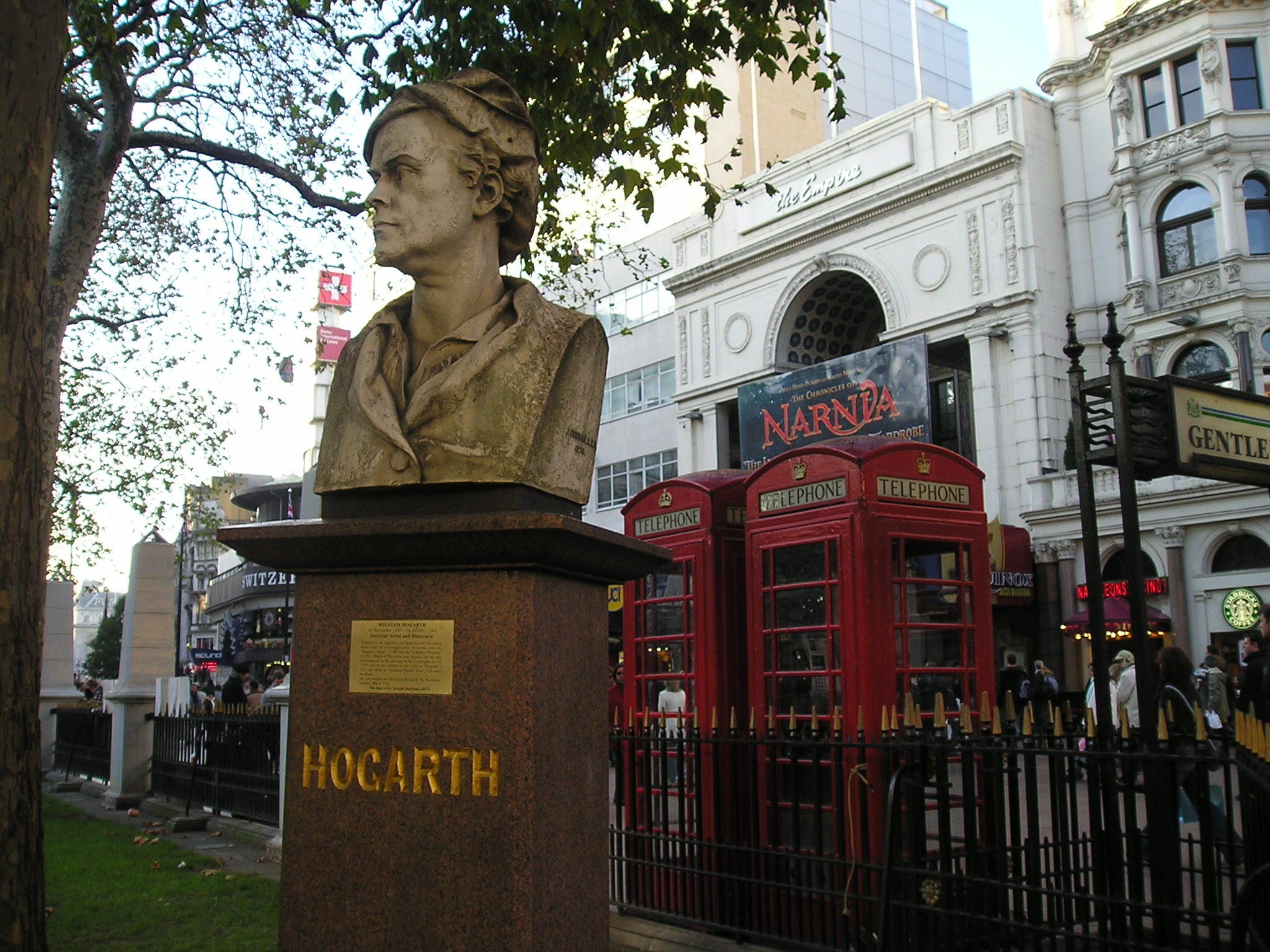
Погруддя Гоґарта на Лейчестер Сквер.
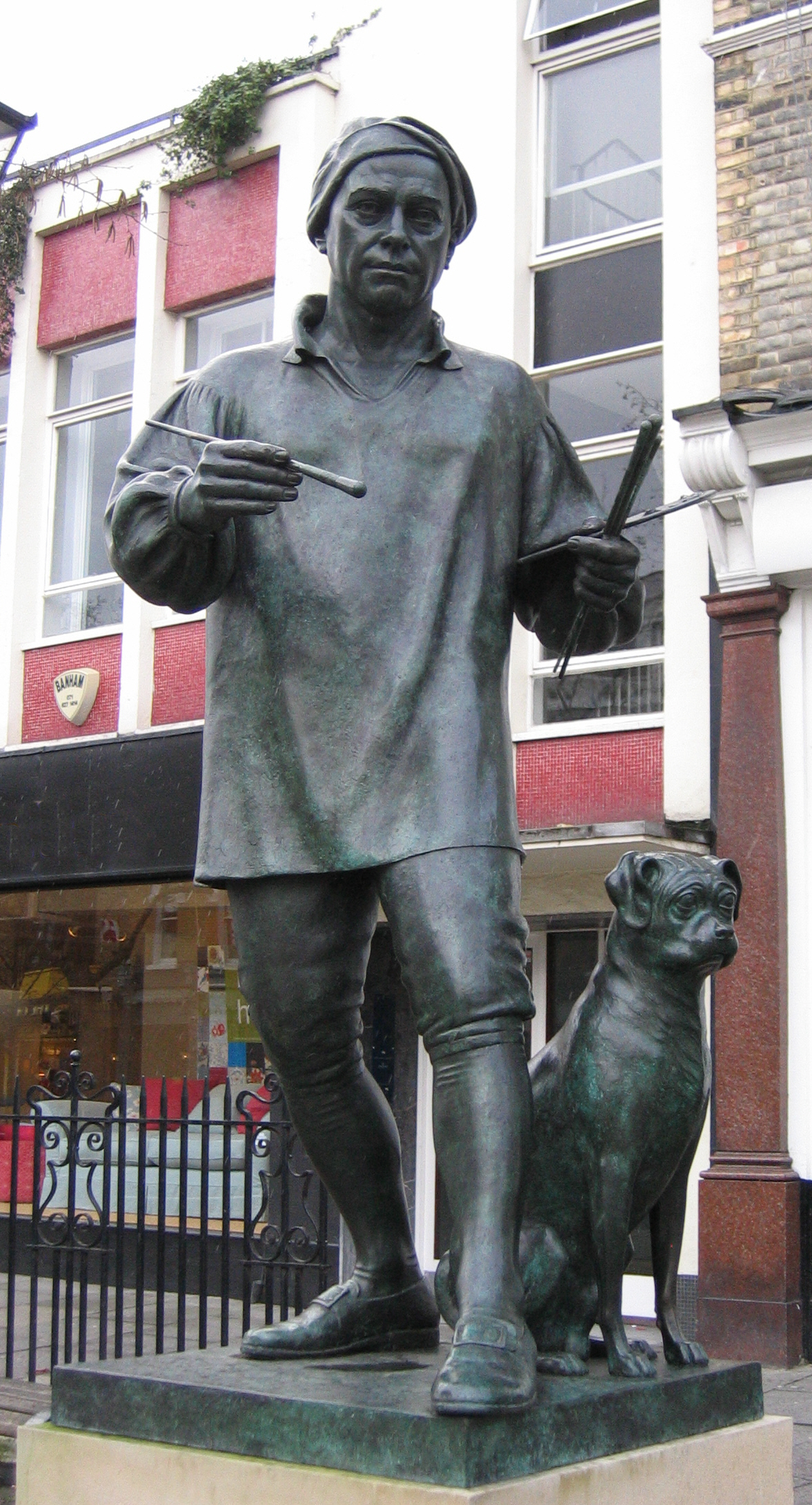
Ск. Джим Матесон (1931-2003). Монумент Гоґарту
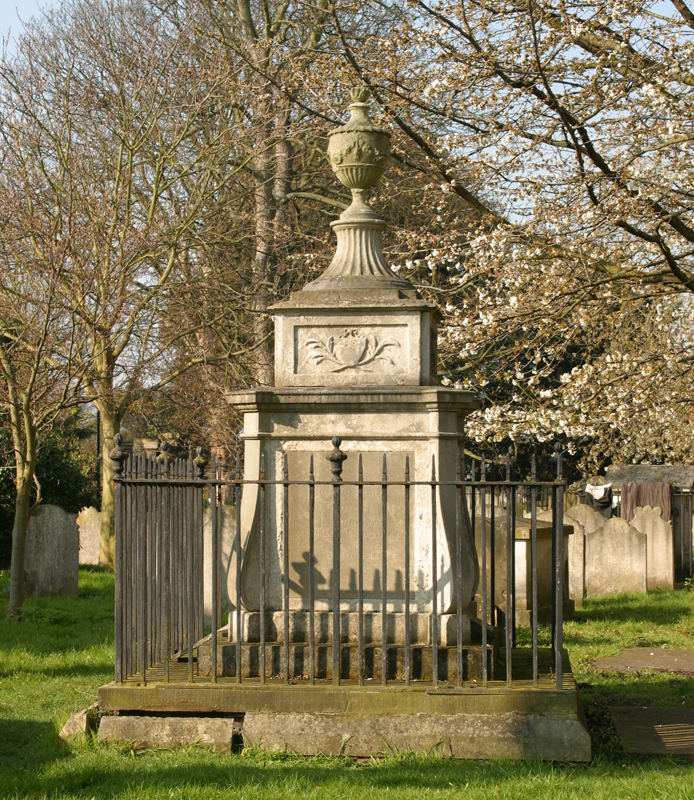
Могила Джейн та Вільяма Гоґарта

## Вибрані твори
Ілюстрації до книг:

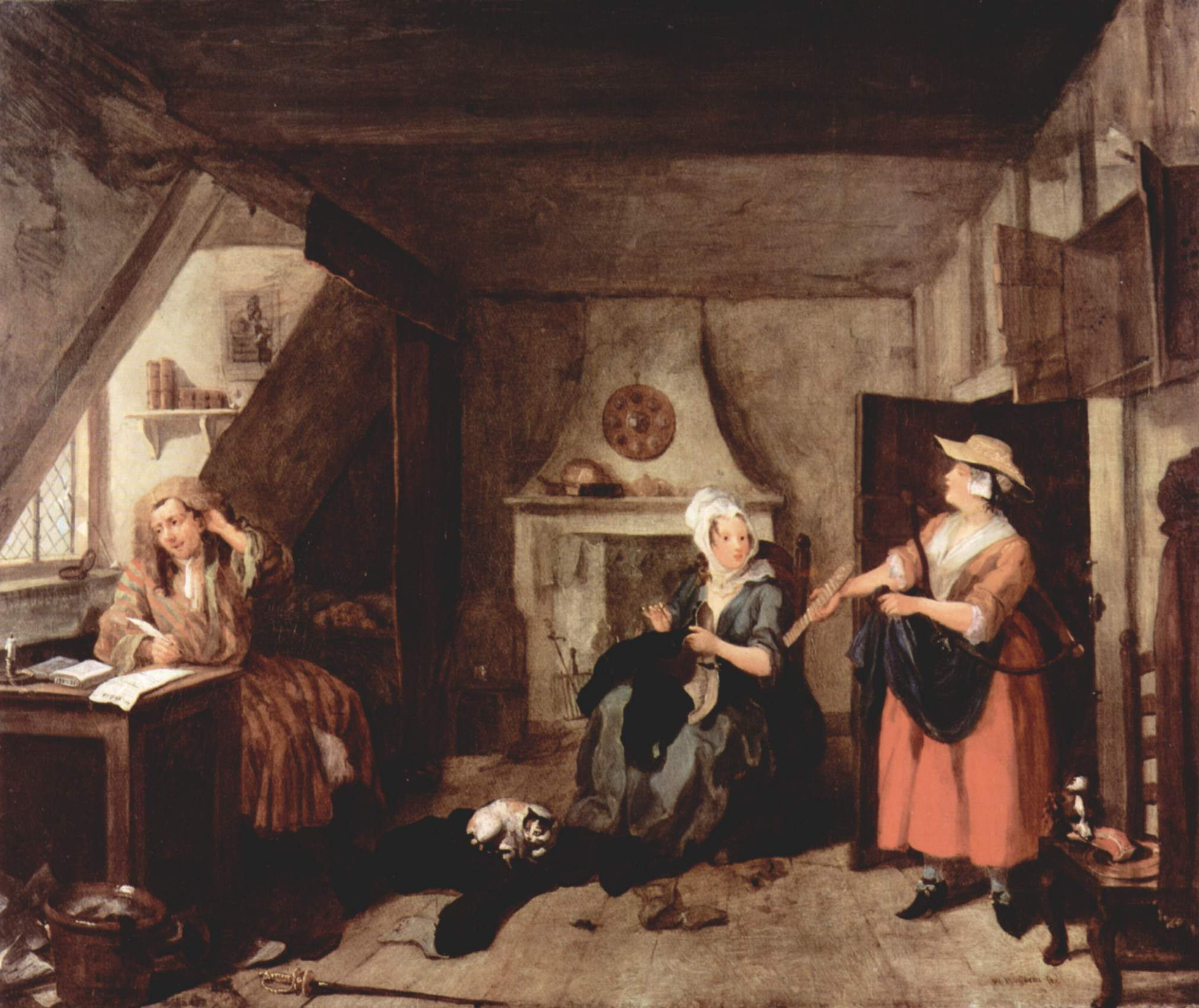
«Жебракуючий поет»

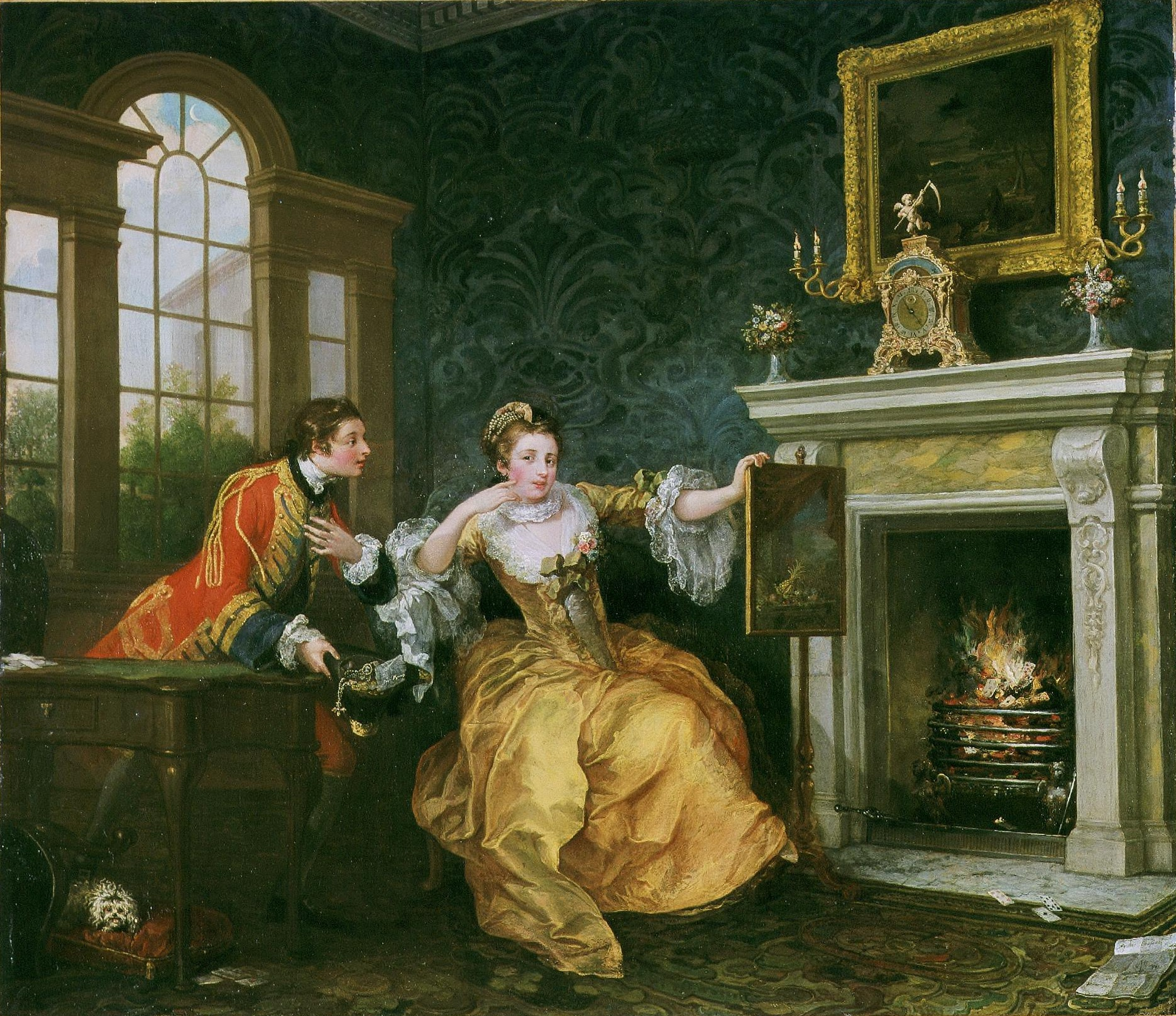
«Остання надія леді»

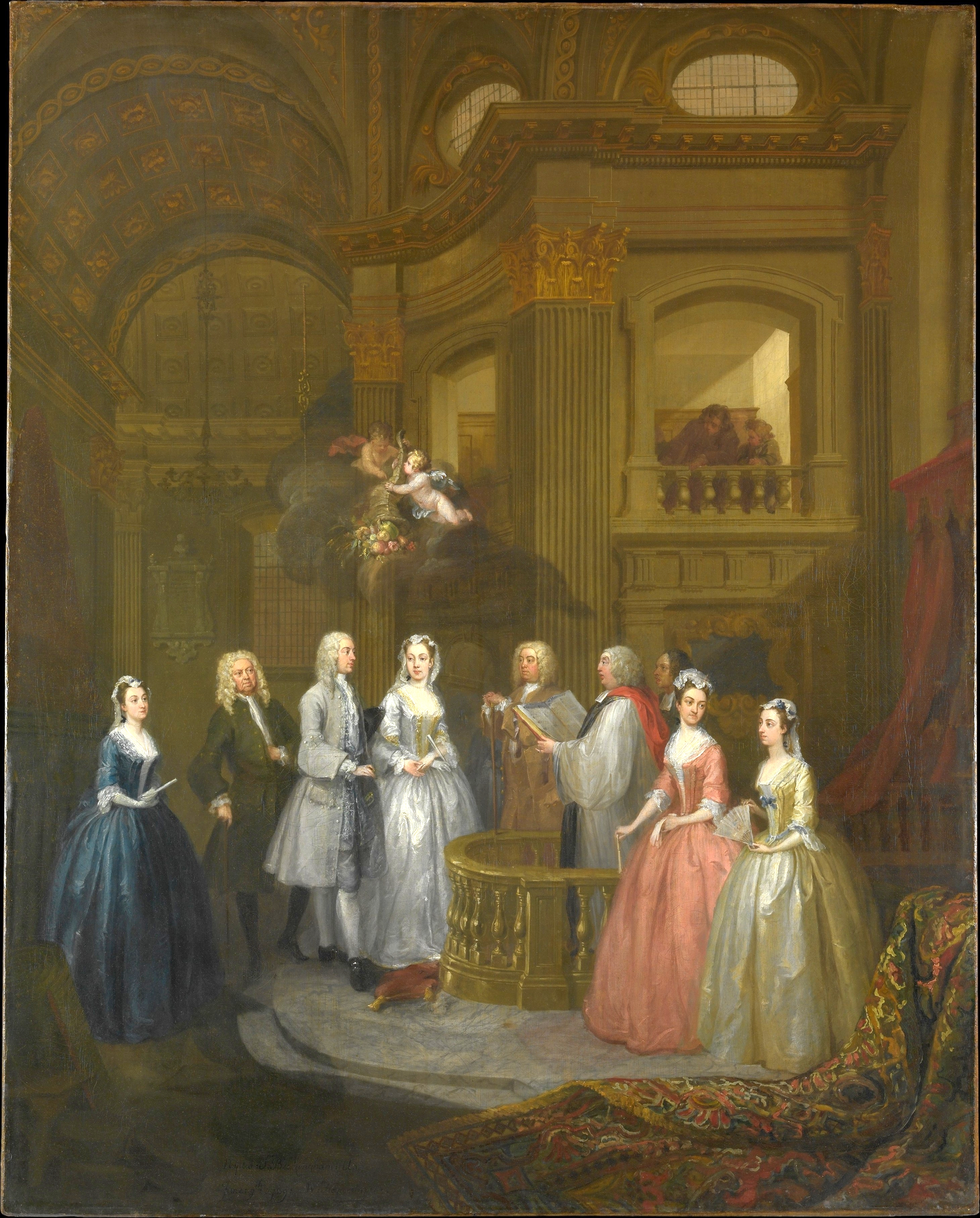
«Шлюб Стефана Бекінгема та Мері Кокс»

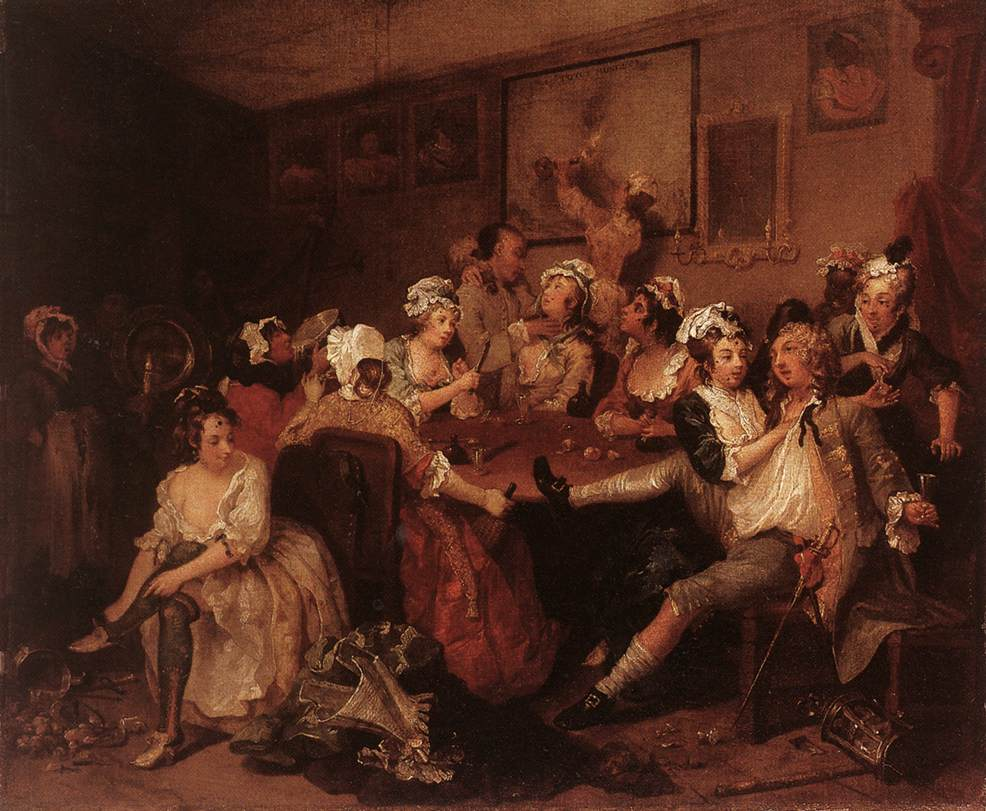
«Гріховний бенкет або оргія»

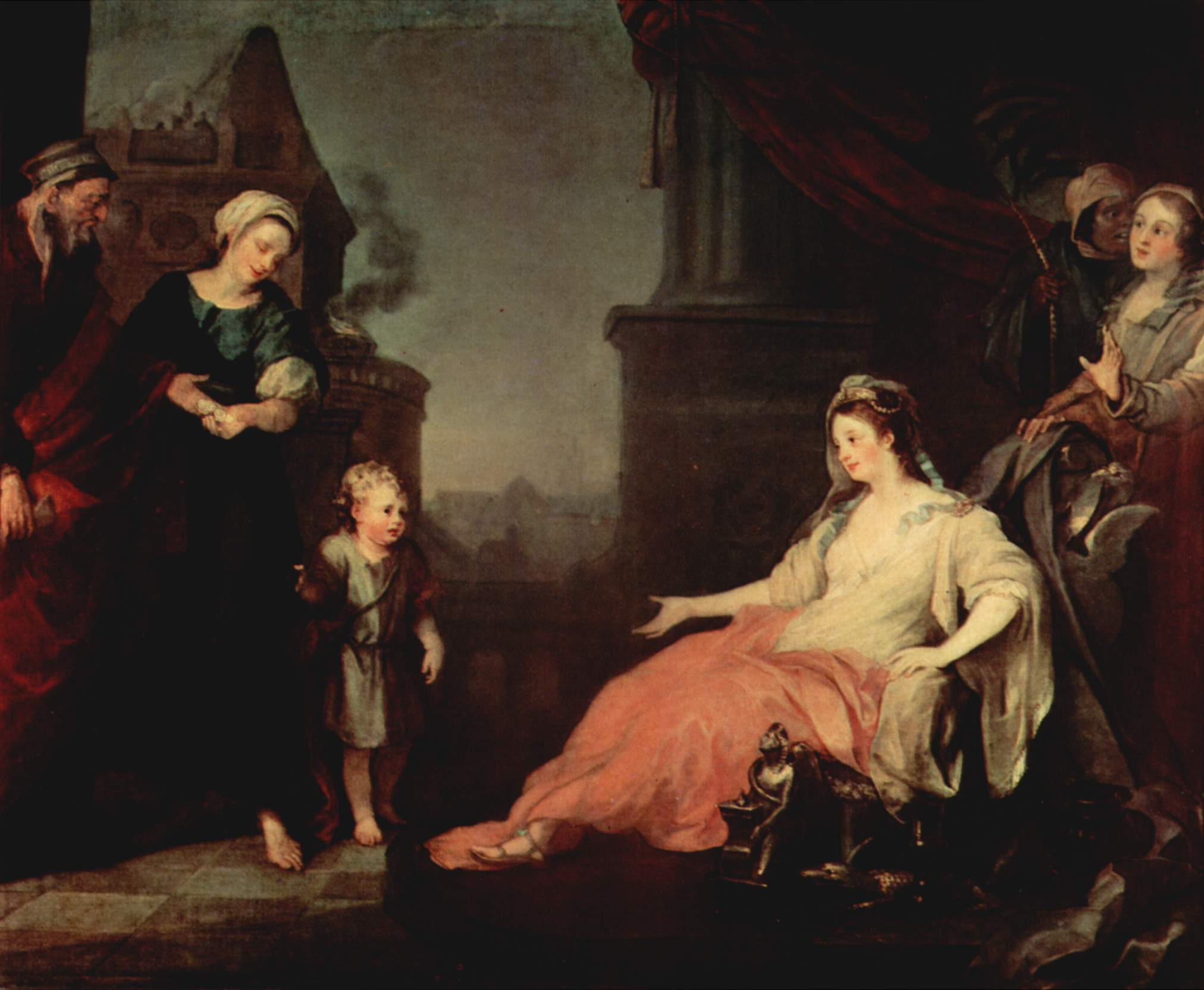
«Мойсей дитиною перед донькою фараона»

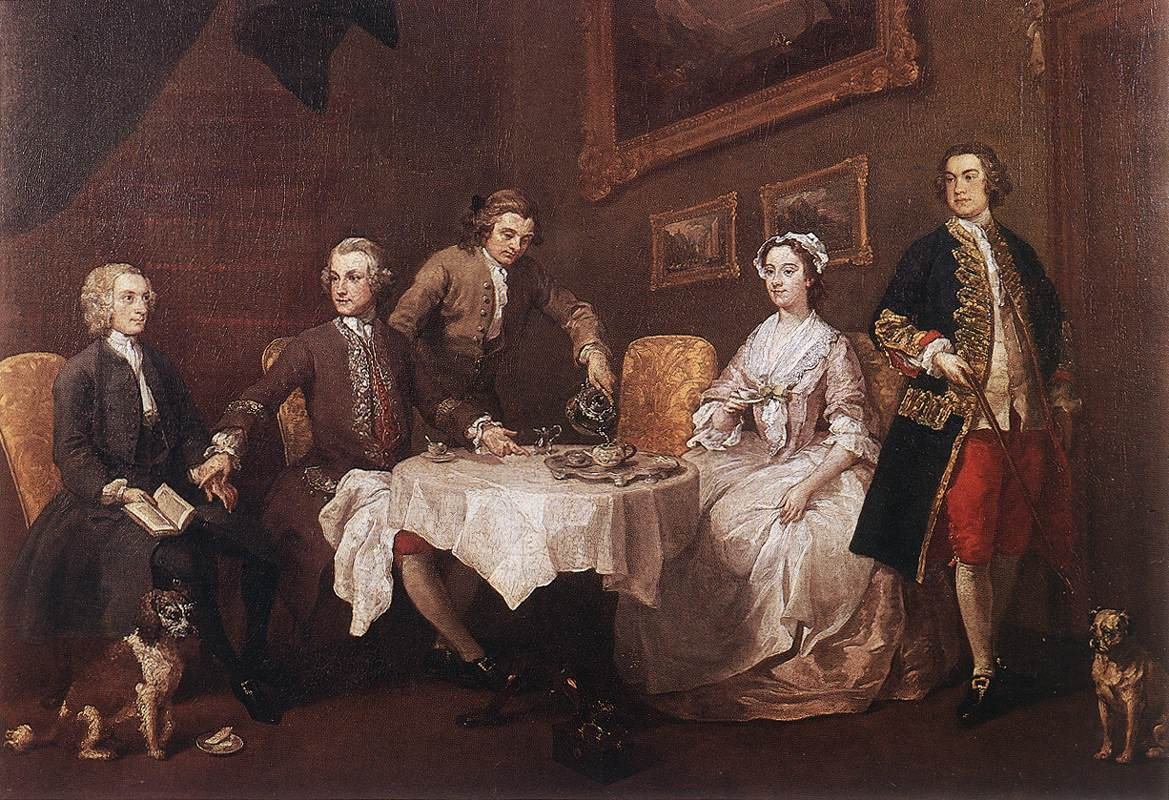
«Родина Строуд»

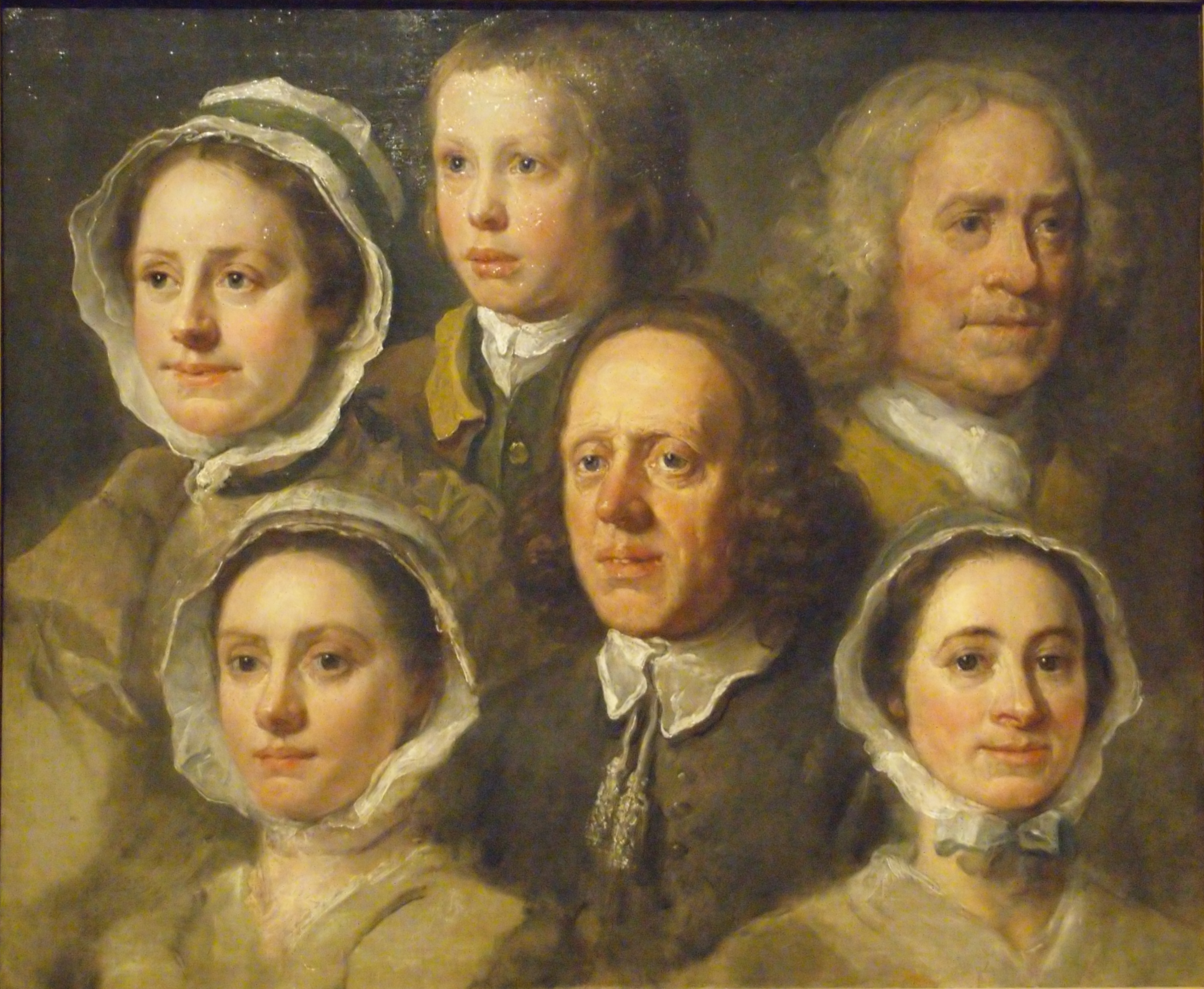
«Слуги Гоґарта»

- В. Кінг «Пантеон», шість ілюстрацій
- Обрі де ла Мотре «Подорожі», п'ятнадцять ілюстрацій
- Ч. Гілдон «Нові Метаморфози»
- Мілтон «Втрачений рай»
- С. Батлер «Гадибрас», дві серії, велика і мала
- «П'ятиденне паломництво»

Гравюри:
- «Бульбашки Південного моря» — на крах кампанії Південних морів
- «Маскаради та опери»
- «Таємниця масонства»
- «Справжній вигляд британської сцени»
- «Політичний клістир»
- «Квиток на маскарад»
- «Король Генріх VIII та Анна Болейн»
- гравюри з картонів Рафаеля Санті до гобеленів у Ватикані
- гравюри до серії «Історія повії»
- гравюри до серії «Історія марнотрата»
- гравюри до серії «Модний шлюб»
- «Бенкет Санчо Панси»
- «Чотири ступені жорстокості»

Живопис:
- декоративні стінописи будинку Геґґінса
- ескіз гобелена «Стихії землі»
- «Фальстаф оглядає рекрутів»
- «Викрадення годинників»
- «Консиліум лікарів»
- «Шлюб Стефана Бекінгема та Мері Кокс»
- «Родина Вудз Роджерс»
- «Жінка, що викриває батька своєї дитини»
- «Родина Фаунтейн»
- «Родина Вулстон»
- «Родини Ешлі та Поппл»
- «Родинне свято»
- «До акту»
- «Після»
- «Автопортрет»
- «Клуб джентльменів»
- «Родина Чомлі»
- «Саусорський ярмарок»
- картини серії «Історія повії»
- картини серії «Історія марнотрата»
- картини серії «Модний шлюб»
- «Енн Гоґарт, мати художника»
- «Мері Гоґарт, сестра художника»
- сцена з вистави Шекспіра «Буря»
- «Жебракуючий поет»
- «Диво Христа в Силоамській купелі»
- «Добрий самарянин»
- «Лорд Гарвей та його друзі»
- «Мандрівні актриси, що перевдягаються в сараї»
- Картини серії «Перебіг доби»
- «Ранок»
- «День»
- «Вечір»
- «Ніч»
- «Єпископ Говдлі»
- «Родина Строуд»
- «Мері Едвардс»
- «Лавінія Фентон»
- «Джордж Арнолд»
- «фредерік Френкленд»
- « Капітан Корем благодійник»
- «Янгол милосердя»
- «Вільям Кавендиш»
- «Розлючений музика»
- «Діти Грехем»
- «Елізабет Солтер»
- «Капітан лорд Грехем в власній каюті»
- «Девід Гаррік з дружиною»
- «Весільний бал»
- «Мойсей дитиною перед донькою фараона»
- «Брама Кале або шинка старої Англії»
- «Пані Торнгіл»
- Вівтар «Вознесіння Христа»
- Автопортретний «Гоґарт, що створює картину з музою комедії»
- «Сигизмудна», спроба змагання з картинами Корреджо
- «Остання надія леді»
- «Слуги Гоґарта»
- «Дівчина з креветками»